# Chrysometa ludibunda
Chrysometa ludibunda este o specie de păianjeni din genul Chrysometa, familia Tetragnathidae. A fost descrisă pentru prima dată de Keyserling, 1893. Conform Catalogue of Life specia Chrysometa ludibunda nu are subspecii cunoscute.